# Verwaltungsgemeinschaft Eichsfeld-Wipperaue
De Verwaltungsgemeinschaft Eichsfeld-Wipperaue in het Thüringische landkreis Eichsfeld is een gemeentelijk samenwerkingsverband waarbij vijf gemeenten zijn aangesloten. Het bestuurscentrum bevindt zich in Breitenworbis.

## Deelnemende gemeenten
De volgende gemeenten maken deel uit van de Verwaltungsgemeinschaft:
1. Breitenworbis
2. Buhla
3. Gernrode
4. Haynrode
5. Kirchworbis